# Colegios Jadilop
Los Colegios Jadilop son una cadena de colegios privados que fundados en la ciudad de Zacatecas en 1892 por el sacerdote José Anastasio Díaz López. En honor a él, llevan ese nombre. Es una escuela privada que se fundamenta en la fe católica expresada en el lema: “Forjando la verdad en el amor”, desde su fundación a hasta la actualidad se cuenta con planteles en varios municipios del estado de Zacatecas, en la Ciudad de México y otros estados de la república como Aguascalientes, Jalisco, Durango, Chihuahua y Sinaloa.

## Historia
La historia de los colegios Jadilop comienza cuando el fundador José Anastasio Díaz López tuvo la necesidad de brindar educación a los niños del Barrio de la Estación ubicado en lo que hoy es el Centro histórico de Zacatecas. Las primeras Escuelas Jadilopistas se remontan a la fundación de dos escuelas católicas una para niñas, el 12 de junio de 1892 y otra para niños el 1 de noviembre del mismo año. Muy pronto se fue extendiendo la Congregación a otros lugares necesitados de la presencia de religiosas. El 3 de noviembre de 1902, el Padre Encarnación Cabral solicita al Padre José Anastasio religiosas para su parroquia de Adjuntas del Refugio donde fundan una escuela. Actualmente se cuenta con varios colegios en el estado de Zacatecas y se han expandido ha estado como Aguascalientes, Durango y Sinaloa.

## Significados del Escudo
El escudo Jadilopista se utiliza para todos los colegios de la misma cadena. Sintetiza, en forma gráfica, los principios fundamentales en que se sustenta el estilo de educación Jadilopista.
En cuanto sus símbolos, la azucena expresa la pureza de la Virgen María, invita al, la estrella simboliza la presencia Virgen María, el ancla significa el sentido de pertenencia a la Iglesia, la antorcha representa la sabiduría que el alumno debe poseer como persona y
la biblia representa la iluminación en la existencia del hombre con la presencia y la enseñanza.

## Colegios
Al pasar de los años se continua hasta la actualidad se han fundado los siguientes colegios:
- 1907, se funda el Colegio de Jerez, así como el de El Mexquite, Fresnillo
- 1912, se establece la Congregación en el Municipio de Ojocaliente y Mazapil
- 1913, se fundan las comunidades de Tepetongo y Valparaíso
- 1920, se fundan 3 colegios
  - Colegio Motolinia Calera
  - Guadalupe
  - Tepechitlán
- 1922, se funda el Instituto de HSCMG en Río Verde, San Luis Potosí.
- 1923, nueva Comunidad en la ciudad de San Luis Potosí.
- 1930, se establese el Colegio Sinaloa en Culiacán.[6]
- 1932, fundación de un nuevo colegio en Monclova, Coahuila.
- 1935, se funda el Colegio Esperanza en la Ciudad de Aguascalientes
- 1938, se funda el Colegio en La Blanca y en Tayahua y además el Instituto Sebastián Cabot en la Ciudad de Zacatecas.
- 1941, se funda el Colegio Águila en la ciudad de  Tampico, Tamaulipas.[7]
- 1942, se funda en la Ciudad de Zacatecas el Colegio del Centro.
- 1942, abre sus puertas la Casa Estudiantil Don Bosco para varones.
- 1944, inicia clases el Colegio Zacatecas, ubicado en la Ciudad de México.
- 1952, se funda el Internado María Auxiliadora para niñas y señoritas estudiantes en el local que ocupaba la Casa Estudiantil Don Bosco.
- 1953, comienza sus actividades el Colegio de la Inmaculada (ahora Independencia), en Monte Escobedo, Zac
- 1954, se funda el Colegio Nicolás Bravo en Aguascalientes, Ags
- 1961, se funda el Colegio Simón Bolívar en Valparaíso.[8]
- 1968, se funda el Colegio América en Santa Ana (Sonora)
- 1975, se funda el Instituto Cristóbal Colón en San Luis Río Colorado,( Sonora)
- 2016, esfunda el Colegio

## Referen.cias
1. ↑  «Primeras Escuelas». Archivado desde el original el 27 de julio de 2010. Consultado el 21 de febrero de 2013.
2. ↑  «Escudo». Consultado el 30 de diciembre de 2013.
3. ↑  «Nuestro Escudo». Archivado desde el original el 1 de enero de 2014. Consultado el 30 de diciembre de 2013.
4. ↑  «Nuevas Fundaciones». Archivado desde el original el 27 de julio de 2010. Consultado el 21 de febrero de 2013.
5. ↑  «Nuevos Colegios». Archivado desde el original el 27 de julio de 2010. Consultado el 21 de febrero de 2013.
6. ↑  «Colegio Sinaloa». Consultado el 22 de febrero de 2013.
7. ↑  «Colegio Águila». Archivado desde el original el 10 de junio de 2013. Consultado el 22 de febrero de 2013.
8. ↑  «Colegio Simón Bolívar». Consultado el 22 de febrero de 2013.

- Datos: Q5777327